# Laville-aux-Bois
Laville-aux-Bois település Franciaországban, Haute-Marne megyében. Lakosainak száma 238 fő (2022. január 1.). Laville-aux-Bois Biesles, Chaumont, Chamarandes-Choignes, Luzy-sur-Marne, Poulangy és Verbiesles községekkel határos.

## Népesség
A település népességének változása:
| Lakosok száma | 134  | 250  | 223  | 227  | 213  | 208  | 205  | 223  | 232  | 238  |
|               | 1968 | 1982 | 1990 | 2006 | 2013 | 2015 | 2017 | 2019 | 2020 | 2022 |